# Resolució 2381 del Consell de Seguretat de les Nacions Unides
La Resolució 2381 del Consell de Seguretat de les Nacions Unides fou adoptada per unanimitat el 5 d'octubre de 2017. El Consell va decidir que la Missió de Verificació de les Nacions Unides a Colòmbia, que supervisava l'acord de pau a Colòmbia, també vigilaria l'alto el foc signat amb l'Exèrcit d'Alliberament Nacional (ELN).
Els membres del Consell van elogiar el progrés realitzat a Colòmbia en els mesos anteriors. El representant de Colòmbia esperava poder presentar ràpidament un acord de pau amb l'ELN.

## Contingut
En l'acord de pau aconseguit a Colòmbia amb les FARC, es va proporcionar un mecanisme tripartit d'observació i verificació (MVM) per supervisar l'alto el foc i la deposició de les armes. La missió de verificació de les Nacions Unides, establerta per la Resolució 2366, va ser una de les tres parts.
Ara que s'havia arribat a un alto el foc amb l'ELN, aquesta missió va rebre l'assignació temporal per supervisar-la i atendre la coordinació entre les tres parts. Aquesta tasca va durar fins al 9 de gener de 2018. Per això, la missió es podria ampliar amb un màxim de setanta observadors internacionals.